# 2879 Shimizu
2879 Shimizu је астероид главног астероидног појаса са пречником од приближно 28,24 .
Афел астероида је на удаљености од 3,165 астрономских јединица (АЈ) од Сунца, а перихел на 2,373 АЈ.
Ексцентрицитет орбите износи 0,143, инклинација (нагиб) орбите у односу на раван еклиптике 10,711 степени, а орбитални период износи 1683,041 дана (4,607 године).
Апсолутна магнитуда астероида је 11,70 а геометријски албедо 0,046.
Астероид је откривен 14. фебруара 1932. године.